# Павле Траянов
Павле Траянов (на македонска литературна норма: Павле Трајанов) е юрист и политик от Северна Македония.

## Биография
Павле Траянов е роден е на 25 декември 1952 г. в радовишкото село Долни Радеш, тогава в Югославия, днес Северна Македония. Завършва Юридическия факултет на Скопския университет. Работи като началник в Министерството на вътрешните работи. Председател е на партията Демократически съюз. В два периода от 2006 до 2008 г. и от 2008 до 2012 година е народен представител в Събранието на Република Македония.
Владее свободно английски и руски език.